# Perigea drusilla
Perigea drusilla là một loài bướm đêm trong họ Noctuidae.